# 北部藍舌石龍子

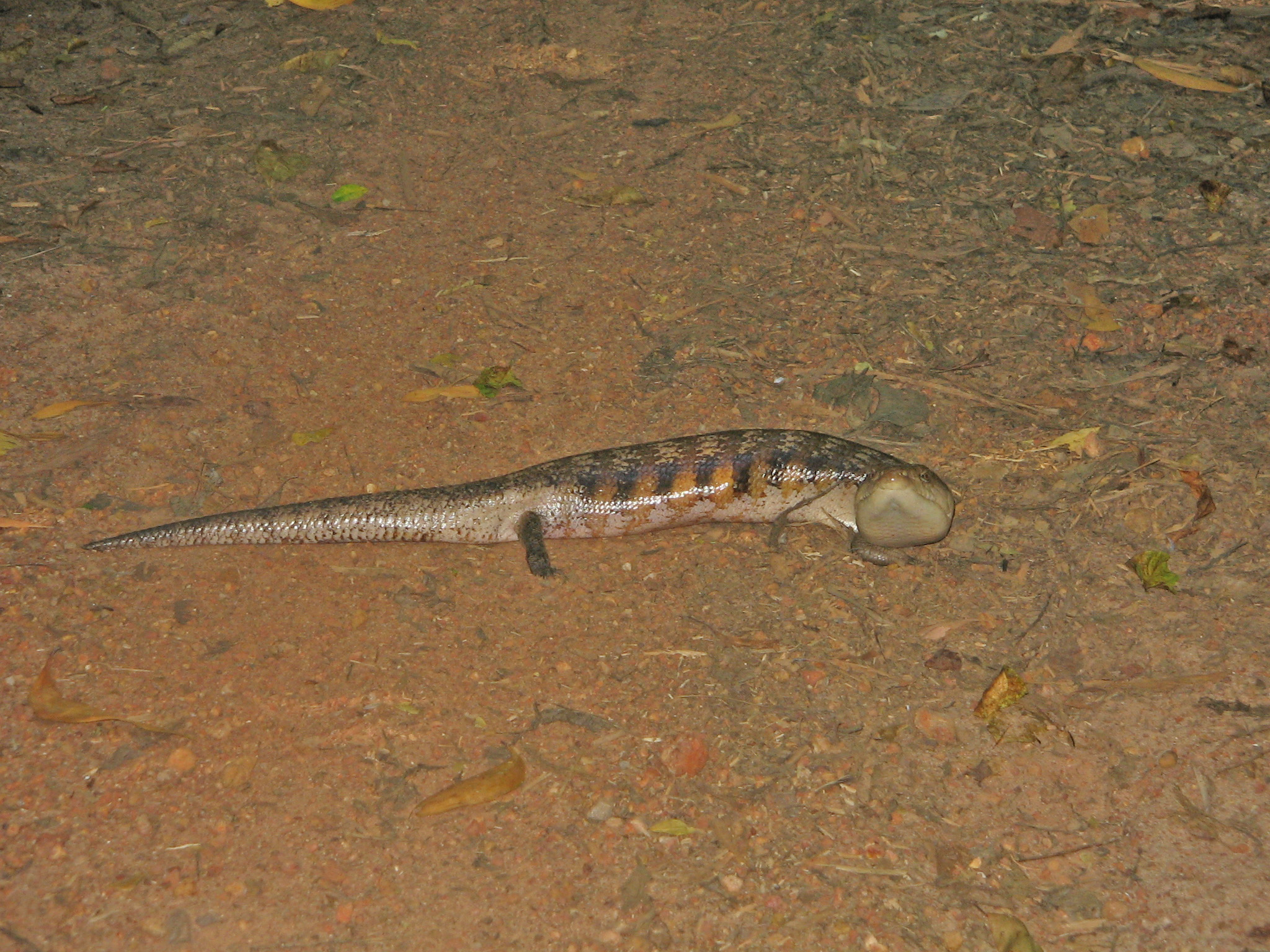

北部藍舌石龍子，是藍舌石龍子屬中體型最大的品種，主要分布在澳洲的北領地，在人工飼養正常情況下壽命可達20多年。

## 外型
北部藍舌石龍子（T. s。intermedia）是東部藍舌石龍子（T. s。scincoides）的一個亞種。 與其他藍舌蜥蜴相似，北部藍舌石龍子具有非常獨特的圖案，北部傾向於是亮橙色至柔和的桃紅色橙色，甚至是淡黃色，其兩側和背面都有較暗的條紋，腹部則具有較淺的奶油色。
牠們也有明亮的藍色舌頭，通常用來警告或嚇倒捕食者。與身體的長度和寬度相比，牠們的腿又短又小，可長到大約22英寸。

## 繁殖
北部藍舌石龍子每年繁殖一次。當雄性找到合適的雌性時，牠會留下氣味並跟隨她。交配是有侵略性的，雄性通過咬住雌性來壓低雌性。鱗片損壞和輕微出血很常見(最嚴重四肢受傷)。這是雄性唯一向雌性的侵略行為。
北部藍舌石龍子是卵胎生的。牠們的妊娠期大約為100天，每窩出生4-6個幼仔。後代看起來與成體相似，只是顏色略有不同。牠們出生後幾天就能自立，開始吃小昆蟲和水果。